# 范坦
范坦（?—?），字伯履，河南（今河南洛陽）人，北宋戶部侍郎、淮南東路及江南西路安撫使，過身時六十二歲。其曾祖父乃振武軍節度使范雍，祖父為范宗傑曆兵部員外郎、史館直學士及陝西轉運使，其父范子奇曆任鄭州知州、慶州知州及環慶路安撫使。

## 生平
范坦以父蔭為開封府推官、金部司員外郎及大理少卿，之後改為左司員外郎。曾因陪伴西夏使者應酬答對合旨而賜為進士及暫行代理起居舍人。另外出使西遼後回報備有語錄獻上，宋徽宗趙佶閱讀後稱讚其語錄，被付任鴻臚寺，及命令之後所有出使者將語錄視之為規格。再升遷殿中監及開封府知府。之後再次被委派出使西遼，但范坦認為當時流行對邊防提出意見及謀策，不是时候遣使窺伺敵人，而辭退此行。趙佶不滿范坦辭退而貶為舒州團練副使，稍後恢復為集賢殿修撰，江寧府府知、洪揚二州知州。趙佶大觀二年（即公元1108年），范坦作洪州知州其間曾負責重建滕王閣。
大觀三年，范坦被召為戶部侍郎，討論當十錢及夾錫錢（趙佶在位年間，時為宰相之蔡京奏請鑄造的一種銅錫合金貨幣，但因銅的成色低，百姓常常拒用）之弊。因方便照顧雙親而請外當河陽縣知縣。之後趙佶認為夾錫錢比當十錢更多壞處，所以當范坦請奏之時，趙佶立即准奏。
 政和初年，恢復為戶部侍郎，遂將當十錢改為當三錢、停止淮鹽進入東北、將諸州官地恢復耕作，用以充實糧倉，控制物價。范坦又上疏認為戶部收入有限，但用則無窮。如今有八十名節度使，而留後至刺史有數千人，都並非從軍所立的功勞得到，適宜將其俸祿減半，及裁减一切沒有作為的。而當時議論都認為此事恰當。
其後張商英接替蔡京為宰相，而范坦之意見多與張商英相同。但張商英被貶之後，就有搖言議論范坦協助張商英匱竭之說（《國語‧周語中》：“官不易方，而財不匱竭。”），另外又議論范坦對官地恢復耕作、改常平法、廢元符令及罷夾錫錢之罪，最後被貶往黃州作團練副使及安置韶州。赦罪之後，復任徽猷閣待制。
另外范坦亦有寫畫，善於繪畫創作山水。其筆法學關同及李成，描繪花鳥幾近相似。當時宣和御府所內藏有其畫作六幅，分別為《太上渡關圖》一幅、《寫李成江山梵刹圖》四幅及《寫徐崇嗣杏花對果圖》一幅。
另外范坦有一作品《雪山樓觀圖》，到現今仍然存世。